# Gokusai
Gokusai (極彩) é o sétimo álbum de estúdio da banda japonesa de rock MUCC, lançado em 6 de dezembro de 2006.

## Recepção
Alcançou a vigésima segunda posição nas paradas da Oricon Albums Chart.
Em 2017 o Plastic Tree fez um cover de "Ryūsei', sukekiyo fez um de "Gerbera" e o Kishidan fez um de "Utagoe" para o álbum tributo Tribute of Mucc -en-.

## Faixas[3]
| N.º            | Título                              | Letras         | Música         | Duração |  |
| 1.             | "Rave Circus" (レイブサーカス)      |                |                | 1:43    |  |
| 2.             | "Gokusai" (極彩)                    | Miya           | Miya           | 4:30    |  |
| 3.             | "Nageki no Kane" (嘆きの)           | Miya           | Miya           | 4:00    |  |
| 4.             | "Utagoe" (謡声(ウタゴエ))           | Tatsurou       | Miya, Satochi  | 4:04    |  |
| 5.             | "Gekkou" (月光)                     | Miya           | Miya           | 3:58    |  |
| 6.             | "Panorama" (パノラマ)               | Tatsurou       | Satochi        | 4:16    |  |
| 7.             | "Gerbera" (ガーベラ)                | Tatsurou       | Miya           | 3:50    |  |
| 8.             | "Risky Drive" (リスキードライブ)    | Tatsurou       | Miya           | 2:58    |  |
| 9.             | "Kinsenka" (キンセンカ)             | Miya, Satochi  | Satochi        | 4:30    |  |
| 10.            | "D.O.G" (ディーオージー)            | Tatsurou       | Tatsurou, Miya | 3:09    |  |
| 11.            | "Nijūgoji no Yuu-utsu" (25時の憂鬱) | Tatsurou       | Miya           | 6:02    |  |
| 12.            | "Horizont" (ホリゾント)             | Tatsurou, Miya | Miya, Yukke    | 3:54    |  |
| 13.            | "Yasashii Uta" (優しい歌)           | Miya           | Miya           | 4:54    |  |
| 14.            | "Ryūsei" (流星)                     | Tatsurou       | Miya           | 4:48    |  |
| 15.            | "G.M.C"                             |                |                | 3:45    |  |
| 16.            | "Gerbera Surf Ver."                 |                |                | 3:53    |  |
| Duração total: | Duração total:                      | Duração total: | Duração total: | 64:00   |  |

## Ficha técnica
Mucc
- Tatsurō (逹瑯) - vocal
- Miya (ミヤ) - guitarra
- Yukke - baixo
- SATOchi (SATOち) - bateria

## Desempenho nas paradas
| Parada (2006)               | Posição de pico |
| --------------------------- | --------------- |
| Japão (Oricon Albums Chart) | #22             |